# Shuhei Hotta
Shuhei Hotta (堀田 秀平 Hotta Shuhei?), född 12 maj 1989 i Chiba prefektur, är en japansk fotbollsspelare.
Hotta började sin karriär 2008 i Consadole Sapporo. Efter Consadole Sapporo spelade han för Albirex Niigata Singapore, Songkhla United FC, Blaublitz Akita och Ehime FC.